# Dimitri Vassilakis
Dimitri Vassilakis (né en 1967 à Athènes) est un pianiste français.

## Biographie
Né à Athènes en 1967 où il a commencé à étudier le piano à l'âge de sept ans, il poursuivra ses études au Conservatoire national supérieur de musique de Paris, où il obtiendra un premier prix de piano à l'unanimité, ainsi que des prix de musique de chambre et accompagnement. Ses professeurs ont été Gérard Frémy, György Sebök et Monique Déchaussées. 
Depuis 1992, il est soliste à l'Ensemble intercontemporain de Pierre Boulez. Il a travaillé avec des compositeurs contemporains comme Iannis Xenakis, Luciano Berio, Karlheinz Stockhausen et György Kurtág. Il a créé Incises de Pierre Boulez et a participé aux enregistrements des œuvres Répons et Sur Incises, de ce dernier, parus sur label Deutsche Grammophon. Son dernier disque, « Le Scorpion », de Martin Matalon avec Les Percussions de Strasbourg, a reçu le Grand Prix de l'Académie Charles-Cros du meilleur disque de musique contemporaine 2004.
Il a participé aux festivals de Salzbourg, Édimbourg, Lucerne, Wien Modern, Automne à Varsovie, Ottawa Chamber Music, Mai Musical Florentin, Proms de Londres. Il a également joué au Carnegie Hall de New York, au Teatro Colón de Buenos Aires, au Concertgebouw d'Amsterdam et à la Scala de Milan. En 2012, il a effectué une tournée en Amérique du Sud avec l'intégrale pour piano solo de Pierre Boulez, en hommage pour son 80e anniversaire.
Il participe également au Trio György, avec pour partenaires Jean-Christophe Vervoitte, cor et Diégo Tosi, violon, membres de l'Ensemble intercontemporain.

## Discographie
Dimitri Vassilakis a enregistré pour Accord, Alpha, Cybele, Deutsche Grammophon, Naxos, Neos, Quantum classic et Zig-Zag Territoires.
Jean-Sébastien Bach
- Le Clavier bien tempéré, vol.I et II - Dimitri Vassilakis, piano ; avec Christine Auger (élève de Laurence Boulay, Gustav Leonhardt et Blandine Verlet), clavecin Ducornet ; et Pascal Vigneron, orgue Giroud de Seignelay (22-26 septembre 2006 et 22-28 septembre 2007, Quantum classic QM 7039 et QM 7043) — premier enregistrement mondial avec les trois instruments requis (orgue, piano, clavecin), accordés au tempérament Werckmeister III ; livret rédigé par Michel Chapuis et Gilles Cantagrel.
- Variations Goldberg - Dimitri Vassilakis, piano ; avec Christine Auger et Pascal Vigneron (3 CD Quantum classic QM 7053) — premier enregistrement comparatif avec trois instruments à claviers : orgue, piano, clavecin.

Musique contemporaine
- Philippe Manoury, La Partition du ciel et de l'enfer - Sophie Cherrier, flûte ; Hideki Nagano et Dimitri Vassilakis, pianos ; Ensemble InterContemporain, dir. Pierre Boulez (juillet 1996, IRCAM/Adès) (OCLC 884444733)
- Unsuk Chin, Double concerto pour piano, percussion et ensemble - Dimitri Vassilakis, piano ; Samuel Favre, percussion ; Ensemble Intercontemporain, dir. Stefan Asbury (février 2003, Deutsche Grammophon 477 5118 / rééd. Kairos 0013062KAI)[6] (OCLC 476285524 et 823859604)
- Martin Matalon, Le scorpion - Dimitri Vassilakis, piano ; Les Percussions de Strasbourg (2004, MFA Accord/Universal) (OCLC 491925481) — prix de l'Académie Charles-Cros du meilleur disque de musique contemporaine 2004[3],[7].
- Bechara El-Khoury, Fragments oubliés, op. 66 - Dimitri Vassilakis, piano (29 mai 2005, Naxos 8.570134)[8] (OCLC 705277471 et 144608202)
- Fabián Panisello / György Ligeti, Études pour piano - Dimitri Vassilakis, piano (21-22 février 2009, Neos) (OCLC 723537931)
- Hans Werner Henze und das Requiem - Dimitri Vassilakis, piano ; Reinhold Friedrich, trompette ; Bochumer Symphoniker, dir. Steven Sloane (2010, 3 SACD Cybele Records KiG 003) (OCLC 742248547)
- Iannis Xenakis, Zyia - Six Chansons Grecques - Psappha - Persephassa - Angelica Cathariou, mezzo-soprano ; Cécile Daroux, flûte ; Daniel Ciampolini ; Nikolaos Samaltanos et Dimitri Vassilakis, pianos (2011, Saphir Productions LVC 1168)[9] (OCLC 811405720)
- Pierre Boulez, Pierre Boulez Und Das Klavier - Dimitri Vassilakis, piano (2012, 3 SACD Cybele Records KiG 004 / DG 480 6828 « Œuvres complètes »)[10],[11] (OCLC 811822825 et 858605501).
- Matthias Pintscher, Bereshit ; Uriel ; Songs from Salomon’s Garden - Éric-Maria Couturier, violoncelle ; Dimitri Vassilakis, piano ; Evan Hughes, baryton ; Ensemble Intercontemporain, dir. Matthias Pintscher (15-16 septembre 2014, 1er avril, 29 mai 2016, Alpha 218)[12] (OCLC 968162590)
- Thomas Adès, Quintette avec piano ; Quatuor à cordes - Quatuor Doelen de Rotterdam ; Dimitri Vassilakis, piano (2017, SACD Cybele Records)[13] (OCLC 1014103541)